# Museu do Homem
O Museu do Homem, ou Musée de l'Homme, é um museu etnográfico de Paris, localizado na Place du Trocadéro 17, na Ala Passy do Palais de Chaillot.
Inaugurado em Junho de 1938, o Musée de l'Homme centra-se na evolução do homem e das sociedades humanas, combinando abordagens biológicas, sociais e culturais. Situado na ala Passy do Palais de Chaillot em Paris, um edifício originalmente construído para a Feira Mundial de 1937.
Herdeiro do Museu Etnográfico do Trocadéro, fundado em 1878, o Museu do Homem foi criado por ocasião da Exposição Universal de 1937, a partir das coleções de gabinetes de curiosidades e do Gabinete Real, cujos acervos vinham sendo reunidos desde o século XVI com itens variados de caráter meramente exótico, mas também antropológico e pré-histórico. Desde então sua coleção vem sendo ampliada constantemente através de aquisições e expedições de pesquisa arqueológica e etnográfica.
O museu, vinculado ao Museu Nacional de História Natural, é dedicado à apresentação de um vasto painel relativo às ciências humanas, com itens que vão da pré-história até a contemporaneidade, passando pelas áreas da antropologia, etnologia, arqueologia, biologia, meio-ambiente, história e geografia, sempre tendo a raça humana, com sua evolução e cultura, como ponto focal.
Atualmente o museu se encontra em uma fase de reorganização, para melhor apresentar suas coleções conjugando estética, arte e ciência. Possui dois espaços principais:

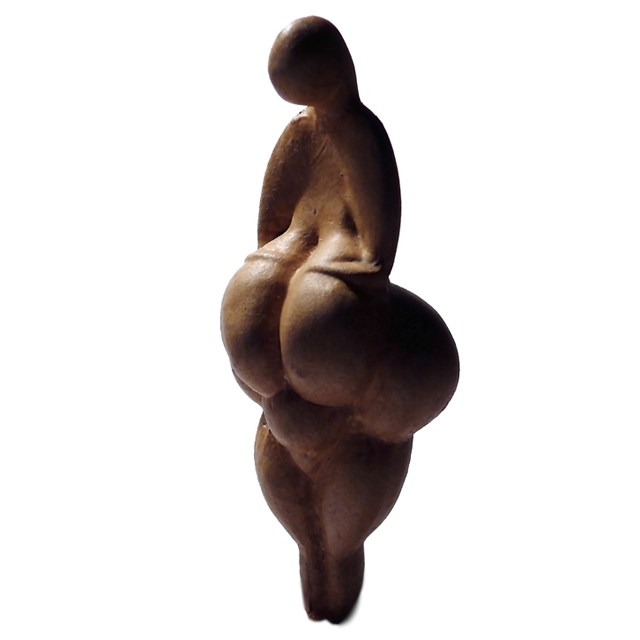
Vênus de Lespugue, Paleolítico francês.

A Galeria de Antropologia, uma das poucas em seu gênero em todo o mundo, apresenta em caráter permanente um acervo que ilustra os conhecimentos atuais sobre a evolução da raça, a sua diversidade biológica e sua demografia, através das exposições Todos parentes, todos diferentes, onde são mostrados para comparação esqueletos pré-históricos, históricos e modernos, entre outros itens, e Seis bilhões de pessoas, detalhando uma série de aspectos demográficos e do ciclo vital do ser humano, e também especulando sobre o futuro da raça.
A Galeria da Pré-História, com a mais rica coleção de fósseis humanos do paleolítico europeu e seus artefatos, com mais de 500 mil itens. Na exposição permanente A Noite dos Tempos são recriadas as grandes etapas da evolução humana, com modelos dos vários hominídeos ancestrais do Homo sapiens até chegar à atual configuração do corpo humano, incluindo fósseis importantes como Lucy, uma Autralopithecus afarensis com cerca de 3,2 milhões de anos de idade.
Reconfigurado em 2015, o novo museu alberga, sob o mesmo tecto, colecções de pré-história, antropologia biológica e cultural, um centro de investigação, de ensino superior e de formação, bem como a divulgação de conhecimentos sobre a evolução do homem e das sociedades humanas. Espaço de discussão e de debate aberto, é o local ideal para abordar os grandes temas de interesse para as ciências humanas. Os visitantes beneficiam de vastos espaços dedicados à reflexão actual sobre a vida humana: átrio, auditório, centro de recursos, centro de informação, oficinas pedagógicas, etc.
A exposição permanente aborda três grandes temas através de diversas abordagens, desde as origens da humanidade até ao nosso futuro: quem somos, de onde vimos e para onde vamos? O objectivo é compreender melhor o que significa ser humano, as nossas origens e o nosso lugar entre as outras formas de vida, e explorar a nossa margem de adaptação ao mundo de amanhã.
A visita está repleta de colecções de valor inestimável do museu: Fósseis de Cro-Magnon, a estatueta paleolítica conhecida como a Vénus de Lespuque, modelos anatómicos em cera, etc. As colecções de pré-história e antropologia do Musée de l'Homme estão entre as melhores do mundo.
O Musée de l'Homme faz parte do Muséum national d'Histoire naturelle e está sob a autoridade conjunta dos Ministérios responsáveis pelo ensino superior, pelo ambiente e pela investigação.
O Musée de l'Homme é também um laboratório moderno e funcional, um centro de investigação e de conservação plenamente activo, centrado nas ciências naturais e humanas que forjaram a identidade do Muséum national d'Histoire naturelle.
A actividade do Muséum national d'Histoire naturelle estende-se por 12 locais em toda a França.